# Soul Eater
Soul Eater (jap. ソウルイーター Sōru Ītā) – shōnen-manga autorstwa Atsushiego Ōkubo. Komiks pierwotnie został opublikowany w 2003 roku jako seria trzech one-shotów na łamach różnych czasopism wydawnictwa Square Enix. W latach 2004–2013 seria na ich podstawie pojawiała się regularnie w czasopiśmie „Gekkan Shōnen Gangan” tego samego wydawcy.
Na jej podstawie powstały trzy gry komputerowe oraz serial anime. W latach 2011–2014 ukazywał się także spin-off serii, zatytułowany Soul Eater Not!.
W Polsce manga oraz jej spin-off został wydany przez wydawnictwo Japonica Polonica Fantastica.

## Fabuła
Szkoła Zawodowa dla Broni oraz Władających Broniami Śmierci (jap. 死神武器職人専門学校 Shinigami buki shokunin senmon gakkō), zwana Zawodówką Śmierci (jap. 死武専 Shibusen), do której uczęszczają uczniowie podzieleni na „władających” (jap. 職人 shokunin) i „bronie” (jap. 武器 buki). Każde z nich ma na celu zdobyć 99 tak zwanych „jaj boga-demona” (jap. 鬼神の卵 kishin no tamago) oraz jedną „duszę wiedźmy” (jap. 魔女の魂 majo no tamashii). Po spełnieniu owych warunków broń staje się Death Scythem – bronią pana Śmierci, czyli założyciela Zawodówki Śmierci.

## Bohaterowie
- Maka Albarn (jap. マカ＝アルバーン Maka Arubān)

Seiyū: Chiaki Omigawa 
- Soul Eater Evans (jap. ソウル＝イーター・エヴァンス Sōru Ītā Evansu)

Seiyū: Koki Uchiyama 
- Black☆Star (jap. ブラック☆スター Burakku☆Sutā)

Seiyū: Yumiko Kobayashi 
- Tsubaki Nakatsukasa (jap. 中務 椿 Nakatsukasa Tsubaki)

Seiyū: Kaori Nazuka 
- Death The Kid (jap. デス・ザ・キッド Desu Za Kiddo)

Seiyū: Mamoru Miyano 
- Liz Thompson (jap. リズ・トンプソン Rizu Tonpuson)

Seiyū: Akeno Watanabe 
- Patty Thompson (jap. パティ・トンプソン Pati Tonpuson)

Seiyū: Narumi Takahira 
- Pan Śmierć (jap. 死神様 Shinigami-sama)

Seiyū: Rikiya Koyama 
- Blair (jap. ブレア Burea)

Seiyū: Emiri Katō 
- Death Scythe (jap. デスサイズ Desu Saizu)

Seiyū: Tōru Ōkawa 
- Franken Stein (jap. フランケン・シュタイン Furanken Shutain)

Seiyū: Yūya Uchida 
- Sid Barrett (jap. シド・バレット Shido Baretto)

Seiyū: Masafumi Kimura 
- Medusa (jap. メデューサ Medyūsa)

Seiyū: Hōko Kuwashima 
- Crona (jap. クロナ Kurona)

Seiyū: Maaya Sakamoto 
- Excalibur (jap. エクスカリバー Ekusukaribā)

Seiyū: Takehito Koyasu 

## Manga
Autorem mangi Soul Eater jest Atsushi Ōkubo. Pierwotnie manga ta zaczęła swoją publikację jako seria trzech osobnych one-shotów opublikowanych przez Square Enix. Pierwszy z nich, zatytułowany Soul Eater (jap. ソウル＝イーター) został wydany 24 czerwca 2003 roku w letnim numerze czasopisma „Gangan Powered”. Drugi one-shot, zatytułowany Black Star (jap. ブラック・スター) został wydany 22 września 2003 roku w jesiennym numerze tego samego czasopisma. Trzeci one-shot, zatytułowany Death the Kid, został wydany 26 listopada 2003 w styczniowym numerze „Gekkan Gangan Wing”.
Manga w formie rozdziałów była wydawana w czasopiśmie „Gekkan Shōnen Gangan” od 12 maja 2004 roku do 12 sierpnia 2013.
W Polsce manga została wydana przez Japonica Polonica Fantastica.
| Nr | Język japoński       | Język japoński         | Język polski  | Język polski           |
| Nr | Data wydania         | ISBN                   | Data wydania  | ISBN                   |
| -- | -------------------- | ---------------------- | ------------- | ---------------------- |
| 01 | 22 czerwca 2004      | ISBN 978-4-7575-1223-8 | grudzień 2012 | ISBN 978-83-7471-267-5 |
| 02 | 22 listopada 2004    | ISBN 978-4-7575-1322-8 | luty 2013     | ISBN 978-83-7471-268-2 |
| 03 | 22 kwietnia 2005     | ISBN 978-4-7575-1413-3 | kwiecień 2013 | ISBN 978-83-7471-269-9 |
| 04 | 22 sierpnia 2005     | ISBN 978-4-7575-1505-5 | czerwiec 2013 | ISBN 978-83-7471-270-5 |
| 05 | 22 grudnia 2005      | ISBN 978-4-7575-1584-0 | sierpień 2013 | ISBN 978-83-7471-271-2 |
| 06 | 22 kwietnia 2006     | ISBN 978-4-7575-1671-7 | listopad 2013 | ISBN 978-83-7471-272-9 |
| 07 | 22 września 2006     | ISBN 978-4-7575-1774-5 | luty 2014     | ISBN 978-83-7471-273-6 |
| 08 | 22 stycznia 2007     | ISBN 978-4-7575-1922-0 | maj 2014      | ISBN 978-83-7471-274-3 |
| 09 | 22 maja 2007         | ISBN 978-4-7575-2015-8 | wrzesień 2014 | ISBN 978-83-7471-275-0 |
| 10 | 22 października 2007 | ISBN 978-4-7575-2132-2 | grudzień 2014 | ISBN 978-83-7471-276-7 |
| 11 | 22 marca 2008        | ISBN 978-4-7575-2239-8 | luty 2015     | ISBN 978-83-7471-277-4 |
| 12 | 21 czerwca 2008      | ISBN 978-4-7575-2300-5 | kwiecień 2015 | ISBN 978-83-7471-278-1 |
| 13 | 22 października 2008 | ISBN 978-4-7575-2400-2 | lipiec 2015   | ISBN 978-83-7471-279-8 |
| 14 | 21 marca 2009        | ISBN 978-4-7575-2509-2 | wrzesień 2015 | ISBN 978-83-7471-280-4 |
| 15 | 18 września 2009     | ISBN 978-4-7575-2678-5 | listopad 2015 | ISBN 978-83-7471-281-1 |
| 16 | 22 lutego 2010       | ISBN 978-4-7575-2790-4 | luty 2016     | ISBN 978-83-7471-282-8 |
| 17 | 22 lipca 2010        | ISBN 978-4-7575-2930-4 | maj 2016      | ISBN 978-83-7471-283-5 |
| 18 | 22 listopada 2010    | ISBN 978-4-7575-3056-0 | lipiec 2016   | ISBN 978-83-7471-284-2 |
| 19 | 22 marca 2011        | ISBN 978-4-7575-3163-5 | listopad 2016 | ISBN 978-83-7471-285-9 |
| 20 | 22 września 2011     | ISBN 978-4-7575-3364-6 | luty 2017     | ISBN 978-83-7471-286-6 |
| 21 | 22 lutego 2012       | ISBN 978-4-7575-3501-5 | maj 2017      | ISBN 978-83-7471-287-3 |
| 22 | 22 lipca 2012        | ISBN 978-4-7575-3659-3 | sierpień 2017 | ISBN 978-83-7471-288-0 |
| 23 | 22 grudnia 2012      | ISBN 978-4-7575-3812-2 | wrzesień 2017 | ISBN 978-83-7471-289-7 |
| 24 | 22 czerwca 2013      | ISBN 978-4-7575-3979-2 | styczeń 2018  | ISBN 978-83-7471-290-3 |
| 25 | 12 grudnia 2013      | ISBN 978-4-7575-4163-4 | marzec 2018   | ISBN 978-83-74712-91-0 |

### Spin-off
Powstał także spin-off mangi, zatytułowany Soul Eater NOT! (jap. ソウルイーターノット! Sōru Ītā Notto!), który zaczął ukazywać się w 2011 roku od lutowego numeru „Gekkan Shōnen Gangan” opublikowanego 12 stycznia 2011. Ostatni rozdział tej mangi, której autorem jest Atsushi Ōkubo, ukazał się 10 listopada 2014 roku. W Polsce manga została wydana przez JPF.
| Nr | Język japoński   | Język japoński         | Język polski         | Język polski           |
| Nr | Data wydania     | ISBN                   | Data wydania         | ISBN                   |
| -- | ---------------- | ---------------------- | -------------------- | ---------------------- |
| 1  | 22 września 2011 | ISBN 978-4-7575-3365-3 | 17 lipca 2019        | ISBN 978-83-7471-801-1 |
| 2  | 21 lipca 2012    | ISBN 978-4-7575-3660-9 | 10 października 2019 | ISBN 978-83-7471-802-8 |
| 3  | 12 grudnia 2013  | ISBN 978-4-7575-4164-1 | styczeń 2020         | ISBN 978-83-7471-803-5 |
| 4  | 12 kwietnia 2014 | ISBN 978-4-7575-4243-3 | lipiec 2020          | ISBN 978-83-7471-804-2 |
| 5  | 12 grudnia 2014  | ISBN 978-4-7575-4499-4 | październik 2020     | ISBN 978-83-7471-805-9 |

## Anime
Anime na podstawie mangi zostało wyprodukowane przez studio Bones. Reżyserem serii został Takuya Igarashi. Za scenariusze odpowiadał Akatsuki Yamatoya, a za projekty postaci Yoshiyuki Ito. 
Pierwszy odcinek miał swoją premierę 7 lipca 2008 w Japonii na kanale TV Tokyo.

### Lista odcinków
| #  | Tytuł | Premiera w Japonii   |
| -- | --- | -------------------- |
| 01 | Tamashī no kyōmei: Soul Eater, Death Scythe ni naru? Tamashī no kyōmei ~ Sōru = ītā, desusaizu ni naru?~ (魂の共鳴～ソウル＝イーター、デスサイズになる？～)                                                        | 7 kwietnia 2008      |
| 02 | Ore koso Star da!: Mottomo Big na otoko, koko ni genru? Ore koso sutāda!~ Mottomo bigguna otoko, koko ni genru?~ (俺こそスターだ！～最もビッグな男、ここに現る？～)                                                | 14 kwietnia 2008     |
| 03 | Kanpekinaru shōnen: Death The Kid no kareinaru Mission? Kanpekinaru shōnen ~desu za kiddo no kareinaru misshon?~ (完璧なる少年～デス・ザ・キッドの華麗なるミッション？～)                                          | 21 kwietnia 2008     |
| 04 | Majokari hatsudō!? Dokidoki hakaba no hoshū jugyō? (魔女狩り発動!?～ドキドキ墓場の補習授業?～) | 28 kwietnia 2008     |
| 05 | Tamashii no katachi: Saikyō shokunin shutain tōjō? (魂のかたち～最強職人シュタイン登場?～) | 5 maja 2008          |
| 06 | Uwasa no shin'nyūsei! Omoide-ippai, Kid no shibusen hatsu tōkō? Uwasa no shin'nyūsei! ～Omoide-ippai, kiddo no shibusen hatsu tōkō?～ (噂の新入生！～想い出いっぱい、キッドの死武専初登校?～)                      | 12 maja 2008         |
| 07 | Kurochi no kyōfu: Crona no naka ni buki ga iru?~ Kurochi no Kyōfu ～Kurona no naka ni buki ga iru?～ (黒血の恐怖～クロナの中に武器がいる?～)                                                                       | 19 maja 2008         |
| 08 | Majo Medusa: Ōinaru kyō (waru)ki tamashii o motsu mono? Majo Medyūsa ～Ōinaru kyō (Waru) ki tamashii o motsu mono?～ (魔女メデューサ～大いなる凶(わる)き魂を持つ者?～)                                             | 26 maja 2008         |
| 09 | Seiken densetsu: Kid to Black Star no dai bōken? Seiken densetsu ～Kiddo to Burakku☆Sutā no dai bōken～ (聖剣伝説～キッドとブラック☆スターの大冒険?～)                                                             | 2 czerwca 2008       |
| 10 | Yōtō Masamune: Yabure hyōi tamashii, ame ni utau kokoro? (妖刀マサムネ～破れ憑依魂、雨に詠う心?～) | 9 czerwca 2008       |
| 11 | Tsubaki no hana: Kanashimi o koeta saki ni aru mono? (椿の花～悲しみを越えた先にあるもの？～) | 16 czerwca 2008      |
| 12 | Kyōfu ni makenai yūki: Maka Albarn no ichi dai kesshin? Kyōfu ni makenai yūki ~ maka = arubān no ichi dai kesshin?~ (恐怖に負けない勇気～マカ=アルバーンの一大決心？～)                                            | 23 czerwca 2008      |
| 13 | Mame no otoko: Soul to Maka, zure yuku tamashii no hachō?~ Mame no otoko ~ Sōru to maka, zure yuku tamashii no hachō?~ (魔眼の男～ソウルとマカ、ズレゆく魂の波長？～)                                              | 30 czerwca 2008      |
| 14 | (Chō) hikki shiken: Dokidoki, wakuwaku, sowasowa, usōn? ((超)筆記試験～ドキドキ、ワクワク、ソワソワ、ウソーン？～)                                                                                                 | 7 lipca 2008         |
| 15 | Tamashii o kuu kuroki ryū: Okubyō Liz to yukai na nakamatachi? Tamashii o Kū Kuroki Ryū ～Okubyō Rizu to Yukai na Nakamatachi?～ (魂を食う黒き龍～臆病リズと愉快な仲間たち？～)                                    | 14 lipca 2008        |
| 16 | Gekitō! Yūreisen: Boku no atama no naka no jigoku? (激闘！幽霊船～ボクの頭の中の地獄？～) | 21 lipca 2008        |
| 17 | Seiken densetsu 2: Nomu, utsu, kau, ittoku?~ (聖剣伝説2～飲む、打つ、買う、いっとく？～) | 28 lipca 2008        |
| 18 | Zen'yasai no akumu: soshite maku wa agatta? (前夜祭の悪夢～そして幕は上がった？～) | 4 sierpnia 2008      |
| 19 | Kaishi, chika kōbō-sen: Toppa seyo, Medusa no Vector Arrow? Kaishi, chika kōbō-sen ～Toppa seyo, medyūsa no bekutoruarō?~ (開始、地下攻防戦〜突破せよ、メデューサのベクトルアロー?～)                              | 11 sierpnia 2008     |
| 20 | Kurochi no kyōmei-sen!~ Kyōfu ni hamukau chiisa na tamashii no dai funtō? (黒血の共鳴戦！～恐怖に刃向かう小さな魂の大奮闘？)                                                                                       | 18 sierpnia 2008     |
| 21 | Todoke, watashi no tamashii: Kawaita kokoro, tamaranai kodoku no naka de...? (届け、私の魂～乾いた心、たまらない孤独の中で…？～)                                                                                   | 25 sierpnia 2008     |
| 22 | Fūin no yashiro: Fujimi no otoko ga shikaketa karakuri? (封印の社～不死身の男が仕掛けたからくり？～) | 1 września 2008      |
| 23 | Dead or Alive! Fukkatsu to genkaku no hazama de? Deddo oa araibu!~ Fukkatsu to genkaku no hazama de?~ (デッド オア アライブ！～復活と幻覚の狭間で？～)                                                             | 8 września 2008      |
| 24 | Kamigami no tatakai ~ desushiti hōkai no kiki ni?~ (神々の闘い～デスシティ崩壊の危機に？～) | 15 września 2008     |
| 25 | Shōshū! death size: Fusege papa no jinji idō!!? Shōshū! Desusaizusu ~ fusege papa no jinji idō!!?~ (召集！デスサイズス～ふせげパパの人事異動!!?～)                                                                 | 22 września 2008     |
| 26 | Ureshi hazukashi taiken nyūgaku! Shibusen shinseikatsu ōen Fair kaisaichū? Ureshi hazukashi taiken nyūgaku!～Shibusen shinseikatsu ōen fea kaisaichū?～ (嬉し恥ずかし体験入学！～死武専新生活応援フェア開催中？～) | 29 września 2008     |
| 27 | 800-nen no satsui: Itan no majo kōrin? (800年の殺意～異端の魔女降臨？～) | 6 października 2008  |
| 28 | Kenjin tatsu: Aji wa amai ka shoppai ka?~ (剣神立つ～味は甘いかしょっぱいか？～) | 13 października 2008 |
| 29 | Fukkatsu no Medusa! Kumo to hebi, in'nen no saikai? Fukkatsu no medyūsa!~ Kumo to hebi, in'nen no saikai?～ (復活のメデューサ！～蜘蛛と蛇、因縁の再会？～)                                                         | 20 października 2008 |
| 30 | Shakunetsu no bōsō tokkyū! Daimadōshi ga nokoshita ma dōgu? (灼熱の暴走特急！～大魔導師が残した魔道具？～) | 27 października 2008 |
| 31 | Kareta kōfuku: tsukiakari ni hikaru no wa dare no namida?~ (涸れた幸福～月明かりに光るのは誰の涙？～) | 3 listopada 2008     |
| 32 | Seiken densetsu 3: Shibusen banchō monogatari? (聖剣伝説3～死武専番長物語？～) | 10 listopada 2008    |
| 33 | Kyōmei rensa: kanadero, tamashii-tachi no senritsu? (共鳴連鎖～奏でろ、魂たちの旋律？～) | 17 listopada 2008    |
| 34 | BREW Sōdatsu-sen! Gekitotsu, Shibusen vs. Arachnofobia? BREW Sōdatsu-sen! Gekitotsu, Shibusen vs. Arakunofobia? (BREW争奪戦！～激突、死武専vsアラクノフォビア？～)                                                 | 24 listopada 2008    |
| 35 | Arashi no mosquito! Arishi hi no sekai, seigen jikan wa 10-pun? Arashi no mosukīto!~ Arishi hi no sekai, seigen jikan wa 10-pun?~ (嵐のモスキート！～在りし日の世界、制限時間は10分？～)                           | 1 grudnia 2008       |
| 36 | Hanate, shichinin no kyōmei rensa! Hakai to sōzō no ensō-kai? (放て、７人の共鳴連鎖！～破壊と創造の演奏会？～) | 8 grudnia 2008       |
| 37 | Meitantei dai ichi no jiken: Kid ga abaku shibusen no himitsu? Meitantei dai ichi no jiken ~ kiddo ga abaku shibusen no himitsu?~ (名探偵第一の事件～キッドが暴く死武専の秘密？～)                                 | 15 grudnia 2008      |
| 38 | Shura e no yūwaku: Big na otoko no osaerarenai iradachi?~ Shura e no yūwaku ~ biggu na otoko no osaerarenai iradachi?~ (修羅への誘惑～ビッグな男の抑えられない苛立ち？～)                                          | 22 grudnia 2008      |
| 39 | Crona, tōbō: Kudasai, kimi no hohoemi? Kurona, tōbō ～Kudasai, kimi no hohoemi?～ (クロナ、逃亡～ください、君の微笑み？～)                                                                                         | 5 stycznia 2009      |
| 40 | Kirareta Card: Medusa, shibusen ni tōkō suru? Kirareta kādo ～Medyūsa, shibusen ni tōkō suru?～ (切られたカード～メデューサ、死武専に投降する？～)                                                                 | 12 stycznia 2009     |
| 41 | Kurukuru kururu: Hakase wa odoru, atarashiki sekai? (クルクルクルル～博士は踊る、新しき世界？～) | 19 stycznia 2009     |
| 42 | Shingeki! Baba Yagā no shiro: Nanka moyamoya suru? (進撃！ババ・ヤガーの城～なんかモヤモヤする？～) | 26 stycznia 2009     |
| 43 | Saigo no ma dōgu: Buki-nashi Kid no Mission Impossible? Saigo no ma dōgu ~ buki-nashi kiddo no misshon in posshiburu?~ (最後の魔道具～武器無しキッドのミッション イン ポッシブル？～)                              | 2 lutego 2009        |
| 44 | Yowamushi kurona no ketsui: Itsumo soba ni ite kureta kimi ni? (弱虫クロナの決意～いつもそばにいてくれた君に？～)                                                                                                  | 9 lutego 2009        |
| 45 | Taima no hachō: Mōkō, ikari no majin kari? (退魔の波長～猛攻、怒りの魔人狩り？～) | 16 lutego 2009       |
| 46 | Take ka Shura ka: Kessen, Mifune vs Black Star? Take ka shura ka ~ kessen, Mifune vs burakku ☆ sutā?~ (武か修羅か～決戦、ミフネvsブラック☆スター？～)                                                              | 23 lutego 2009       |
| 47 | Kiseki no chabudai-gaeshi: Tobe! Bokura no Death City Robot? Kiseki no chabudai-gaeshi ~ tobe! Bokura no desu shitīrobo?~ (奇跡のちゃぶ台返し～翔べ！僕らのデス・シティーロボ？～)                                 | 3 marca 2009         |
| 48 | Buki (Death scythe) o motta Shinigami-sama: Itsusunsaki wa yami-darake? Buki (desusaizu) o motta shinigami-sama ~ itsusunsaki wa yami-darake?~ (武器（デスサイズ）を持った死神様～一寸先はヤミだらけ？～)          | 9 marca 2009         |
| 49 | Ashura kakusei: Sekai no ikitsuku hate e? (阿修羅覚醒～世界の行き着く果てへ？～) | 16 marca 2009        |
| 50 | Ichi ka bachi ka?!: Kami o koeru otoko tachi? (イチかバチか？！～神を超える男たち？～) | 23 marca 2009        |
| 51 | Aikotoba wa yūki! (合言葉は勇気！) | 30 marca 2009        |

## Gry
| Nr | Tytuł                                                                                                | Gatunek         | Platforma           | Wydawca            | Data premiery        | Źródło        |
| -- | --- | --------------- | ------------------- | ------------------ | -------------------- | ------------- |
| 3  | Soul Eater: Monotone Princess (jap. ソウルイーター モノトーン プリンセス Souruītā monotōn purinsesu) | akcja, przygoda | Wii                 | Square Enix        | 25 września 2008     | [ 52 ] [ 53 ] |
| 1  | Soul Eater: Medusa no inbō (jap. ソウルイーター メデューサの陰謀 Souruītā medyūsa no inbō)           | Akcja           | Nintendo DS         | Bandai Namco Games | 23 października 2008 | [ 54 ]        |
| 2  | Soul Eater: Battle Resonance (jap. ソウルイーター バトルレゾナンス Souruītā batoru rezonansu)        | Bijatyka        | PlayStation 2 / PSP | Bandai Namco Games | 29 stycznia 2009     | [ 55 ]        |